# Miguel Serrano Larraz

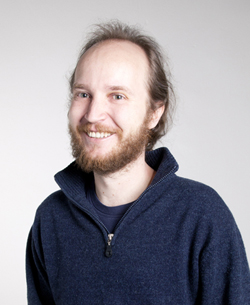
Miguel Serrano Larraz (2012).

Miguel Serrano Larraz (Zaragoza, 1977) es un escritor, poeta, filólogo y traductor afincado en Zaragoza. Comenzó la carrera de Ciencias Físicas pero se licenció en Filología Hispánica. Entre 2018 y 2020 cursó el Máster de Escritura Creativa en The University of Iowa.
Se dio a conocer como escritor con el libro de relatos Órbita (Candaya, 2009). Ha publicado los poemarios Me aburro (2006), La sección rítmica (2007), Insultus morbi primus (2011), Angor animi (2015) y El testaferro (2021), los libros de relatos Orbita (Candaya 2009) y Réplica (Candaya 2017) y las novelas Un breve adelanto de las memorias de Manuel Troyano (2008), Los hombres que no ataban a las mujeres (2010, con el seudónimo de Ste Arsson), la novela Autopsia (Candaya, 2013) y Cuántas cosas hemos visto desaparecer (Candaya 2020). En el año 2021 la editorial Prensas Universitarias de Zaragoza publicó una antología con sus mejores cuentos Si no eres, lo menos que podrías hacer es decirlo.

## Antologías
Sus cuentos han sido incluidos en diversas antologías de narrativa breve: El viento dormido; nuevos prosistas de Aragón (Eclipsados, 2006, edición de Raúl García y Nacho Tajahuerce); Al final de pasillo (Comuniter, 2009, edición de Octavio Gómez Millán); Pequeñas resistencias 5 (Páginas de Espuma, 2010, edición de Andrés Neuman); Siglo XXI. Los nuevos nombres del cuento español actual (Menoscuarto, 2010, edición de Gemma Pellicer y Fernando Valls) y Doppëlganger. Ocho relatos sobre el doble (Jekyll and Jill, 2011).

## Obra

### Poesía
- Me aburro (Harakiri, 2006)
- La sección rítmica (Aqua, 2007)
- Insultus morbi primus (Lola Ediciones, 2011)
- Angor Animi (Los imaginantes, 2015)
- El Testaferro , ganador del XXX Premio Santa Isabel de Poesía (Diputación de Zaragoza, 2020)

### Narrativa
- Un breve adelanto de las memorias de Manuel Troyano (Eclipsados, 2008)
- Órbita (Candaya, 2009). Libro de cuentos.
- Autopsia, ganadora del premio Estado Crítico a la mejor novela de 2014 (Candaya, 2013)
- Réplica (Candaya, 2017)
- Cuántas cosas hemos visto desaparecer (Candaya, 2020)
- Si no eres, lo menos que podrías hacer es decirlo (Prensas Universitarias de Zaragoza, 2021)